# Simon de Vlieger

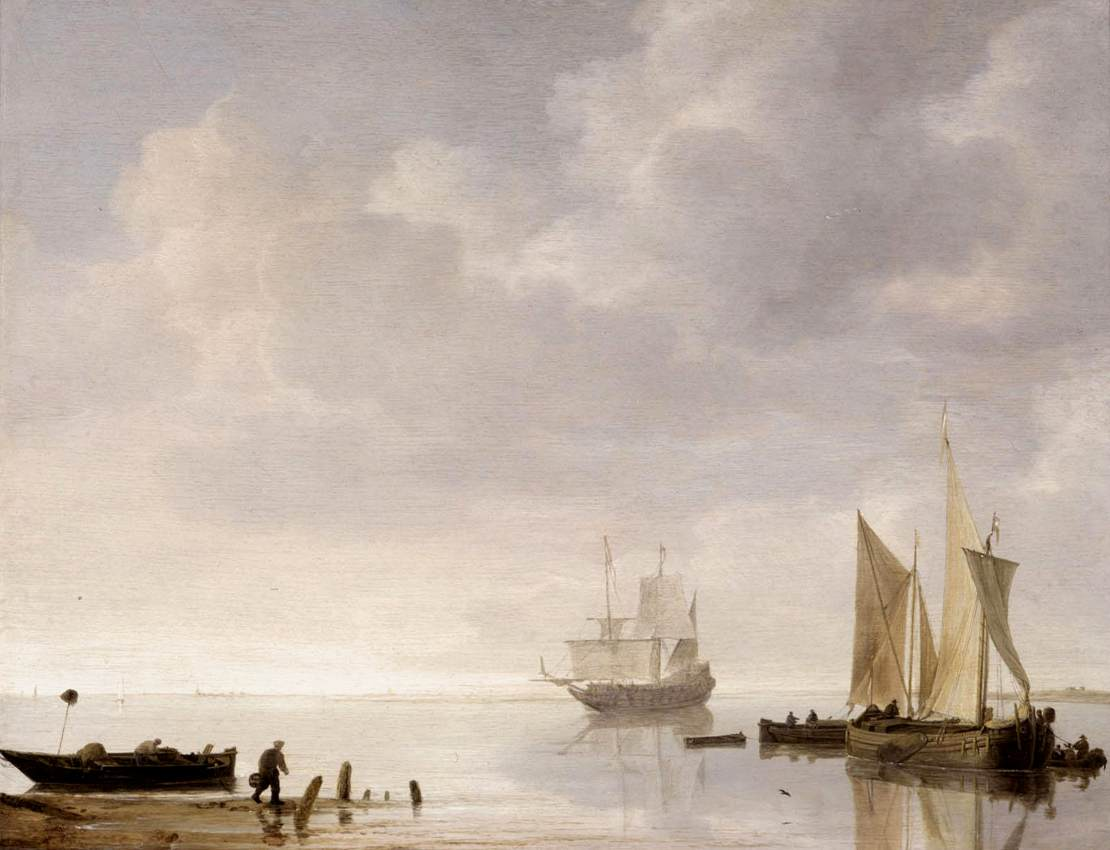

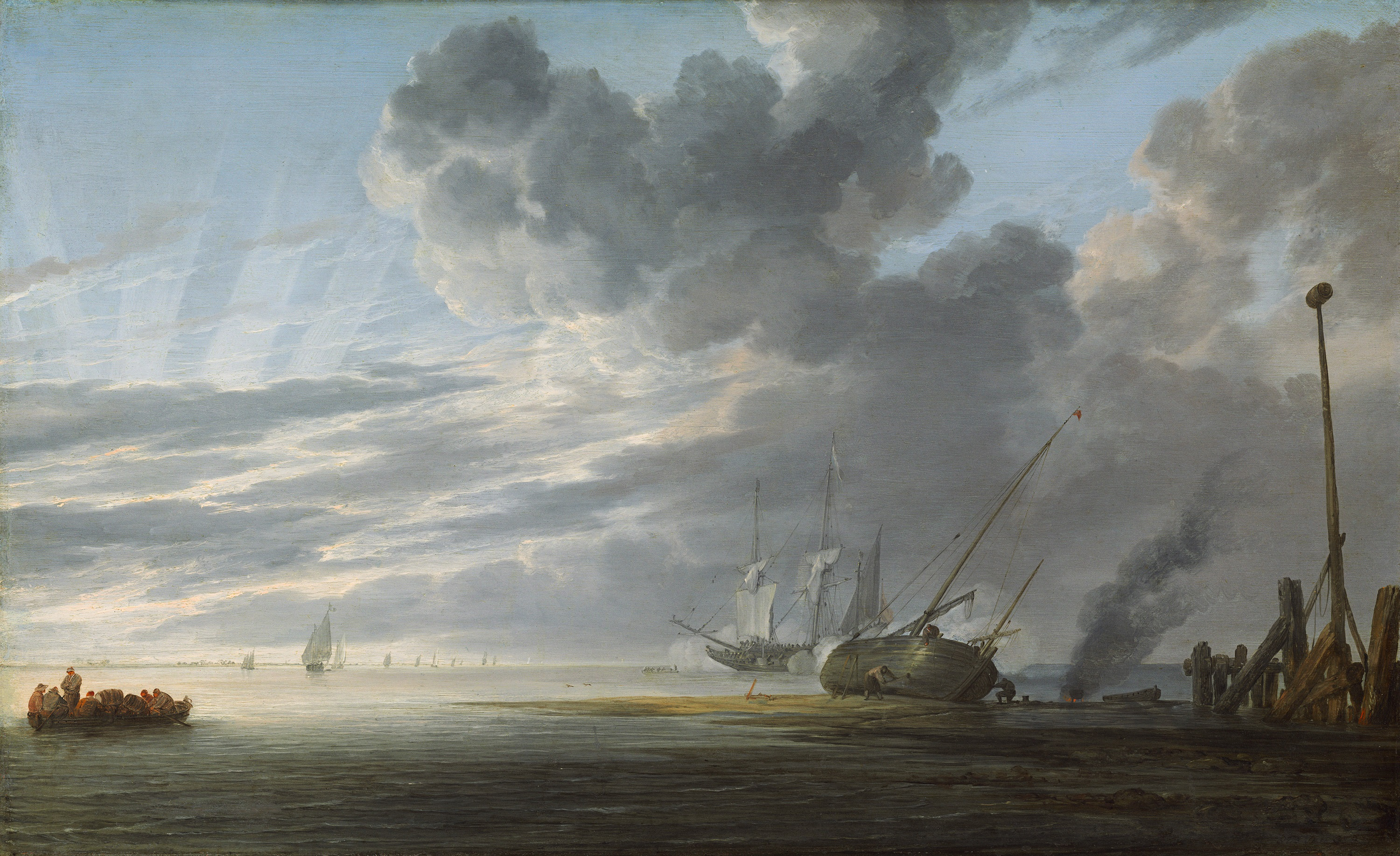
Ca. 1643

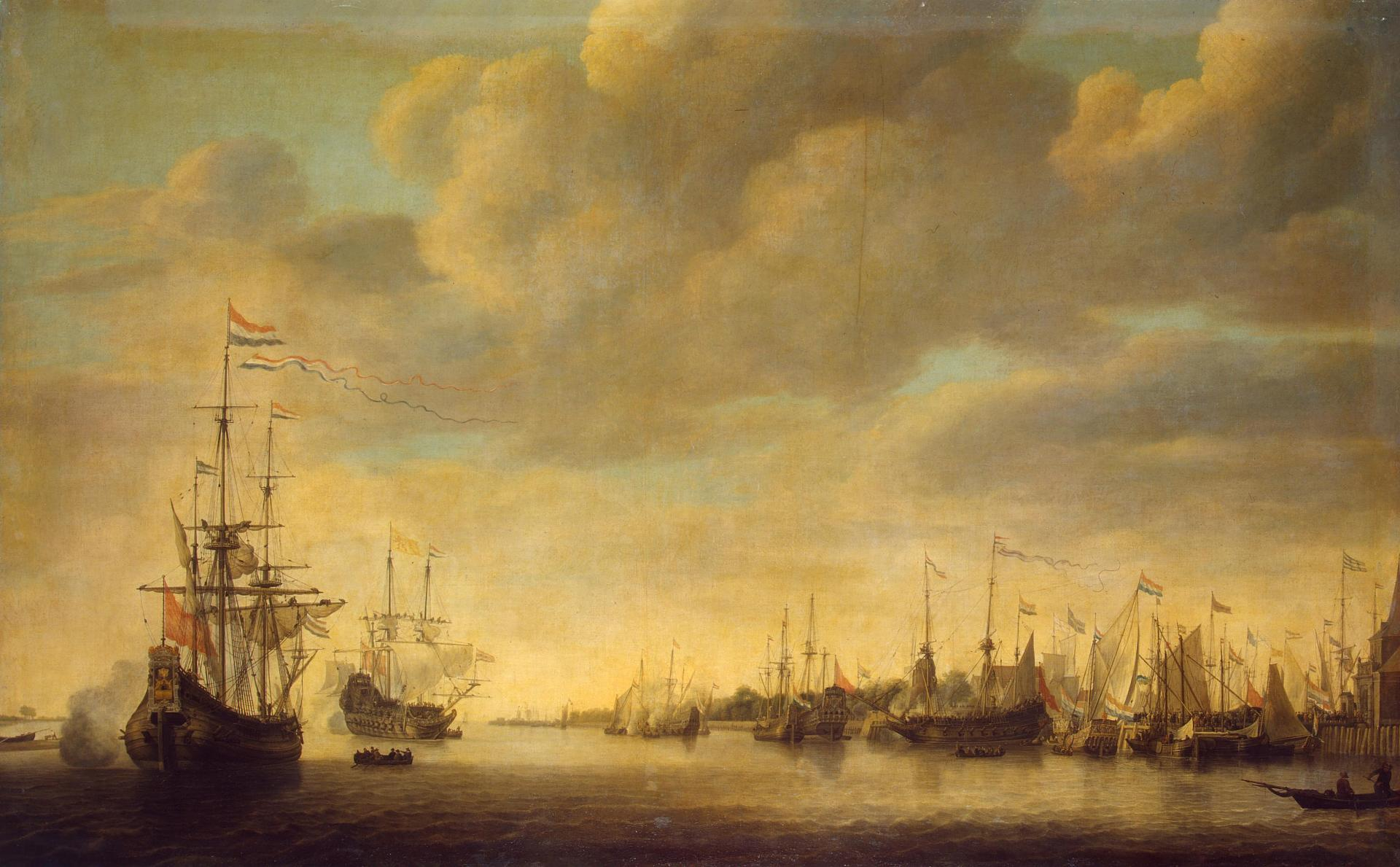
1642

Simon de Vlieger (* 1601 in Rotterdam; † 1653 in Weesp) war ein niederländischer Maler.

## Leben
Vlieger war von 1634 bis 1638 in Delft und danach in Amsterdam tätig, wo er am 5. Januar 1643 das Bürgerrecht erwarb. Seit 1649 ist er in Weesp nachweisbar und verbrachte dort seine letzten Lebensjahre. Er war einer der ersten Marinemaler der holländischen Schule und hat sowohl Seestürme als auch ruhige Marinen mit einzelnen Schiffen, ganzen Flotten und Seeschlachten gemalt. Besonders herausragend ist er in der Wiedergabe der Wirkung des Sonnenlichts auf ruhigen Meeresflächen. Seine Bilder sind zahlreich und finden sich in Galerien in Amsterdam, Rotterdam, Kopenhagen, Sankt Petersburg, Wien, Budapest, Dresden, Berlin, Schwerin und anderen Orten. Er hat auch eine Anzahl von Landschaften radiert.

## Werke (Auswahl)
- Flusslandschaft, Öl auf Holz, 70 × 123 cm (Budapest, Magyar Szépmüvészeti Múzeum)
- Fregatte und Fischerboot bei ruhiger See, Holz, 25 × 34 cm (Frankfurt am Main, Städelsches Kunstinstitut)
- Hafeneinfahrt mit Schiffen, Leinwand, 65 × 100 cm (Rotterdam, Museum Boijmans Van Beuningen)
- Küste von Scheveningen, Holz, 39 × 61 cm (London, Leger Gallery)
- Leicht bewegte See mit einem Segelboot, 1633, Holz, 32 × 44 cm (Berlin, Staatliche Museen zu Berlin, Gemäldegalerie)